# Weber-Vergaser

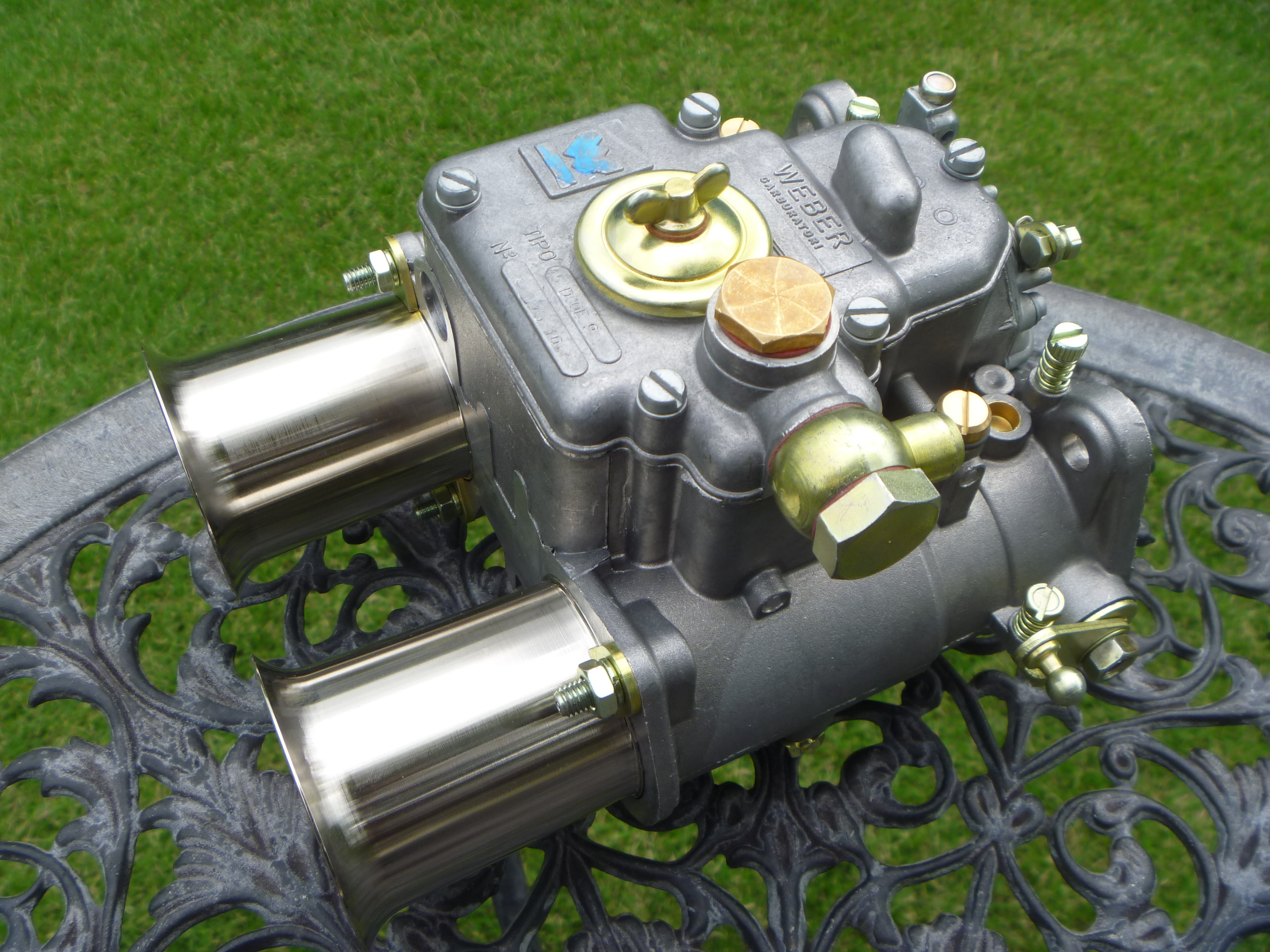
Weber 45DCOE9

Weber-Vergaser sind Vergaser des ehemaligen Herstellers Fabbrica Italiana Carburatori Weber, die heute von Magneti Marelli produziert werden.

## Historische Entwicklung
Die Fabbrica Italiana Carburatori Weber wurde 1923 von Eduardo Weber (1889–1945) in Bologna in Italien gegründet. Edoardo Weber arbeitete zuerst im Turiner Werk von Fiat. Im Jahr 1913 machte er den Abschluss als Maschinenbauingenieur an der Universität Turin und ging 1914 im Zuge einer Anstellung bei einem Fiathändler nach Bologna.
In der Zeit nach dem Ersten Weltkrieg waren Benzin und Dieselkraftstoff extrem teuer. Aus diesem Grund entwickelte Weber in Eigenregie Umbausätze für LKW, die den Gebrauch des deutlich preiswerteren Lampenöls bzw. Petroleums ermöglichten. Daraus entstanden Umbausätze für Fiat-PKW und später der erste Weber-Vergaser (etwa 1920), Bestandteil eines Umbausatzes für einen aufgeladenen Fiat 501. Dieser Vergaser hatte zwei unterschiedlich große Durchlasskanäle, einen kleinen für kleine Motordrehzahlen und einen größeren für hohe Motordrehzahlen und hohe Lastzustände. Dieses Prinzip der zwei unterschiedlichen Kanaldurchmesser scheint eine Eigenentwicklung von Weber zu sein. Es funktioniert nicht nur bei aufgeladenen Motoren, sondern auch bei Saugmotoren. Vorteile ergaben sich sowohl im Motorlauf als auch im reduzierten Kraftstoffverbrauch. Deshalb wurden diese ersten Vorläufer eines Registervergasers in Italien Ende der 1920er-Jahre gängige Umbauten an Fiat 501 S, die als Taxi eingesetzt waren. Eine weitere Entwicklung von Weber waren Vergaser mit zwei identisch großen Durchlasskanälen, die sogenannten Doppelvergaser.
Der Einsatz von Weber-Vergasern im Motorsport hat eine lange Tradition. Bereits Anfang der 1930er-Jahre wurden verschiedene Fahrzeuge mit Weber-Vergasern ausgestattet, so z. B. 1931 ein Grand-Prix-Fahrzeug von Maserati mit 50-DCO-Flachstrom-Doppelvergasern. Andere Fahrzeuge waren z. B. umgebaute Alfa 8C mit einem oder zwei Ladern. Am erfolgreichsten war vermutlich ein 1933er aufgeladener Achtzylinder vom Typ 2900 mit zwei Einfachvergasern, je einem pro Lader. Einer der größten Doppelvergaser dürfte ein 58 DCO sein, der in den 1970er-Jahren bei einem Formel-1-Rennfahrzeug verwendet wurde. Die Zahl 58 gibt an, dass jeder Durchlasskanal dieses Doppelvergasers einen Durchmesser von 58 mm hat.
Die Erfolge der mit Weber-Vergasern ausgestatteten Fahrzeuge erregten weltweit Interesse und machten Weber zu einem erfolgreichen Hersteller. Dank seiner guten Kontakte zu Fiat, Alfa und Maserati schaffte es Weber, seine Vergaser als Standardausrüstung für nahezu jedes italienische Auto zu vermarkten. So wurden später vom kleinen Fiat, z. B. einem Fiat 500 mit IBC-Einzelvergaser, über Alfa Giulia mit einem DCOE-Doppelvergaser bis zum Ferrari-12-Zylinder mit 6 DCNF-Doppelvergasern die unterschiedlichsten Fahrzeuge ab Werk mit Weber-Vergasern ausgerüstet. Einer der Gründe für den Erfolg dieser Vergaser im Bereich Motorsport dürfte die vergleichsweise einfache Konstruktion (überwiegend Bohrungen und Düsen) und die daraus resultierende hohe Zuverlässigkeit gewesen sein.
Nach dem Tod von Eduardo Weber 1945 zeigte Fiat Interesse an dem Unternehmen und übernahm 1952 etwas über 50 % der Unternehmensanteile. Im Jahr 1986 übernahm Fiat auch den konkurrierenden Vergaser-Hersteller Solex. Beide Firmen wurden zusammengelegt und 2001 Teil des Unternehmens Magneti Marelli Powertrain. Das Werk für die Herstellung der Weber-Vergaser wurde aber bereits im Vorfeld 1992 von Italien nach Spanien verlegt. Einige Teile, wie die Produktion der 48-IDA-Doppel-Vergaser, wurden später in die USA verkauft. Beim späteren Rückkauf derselben gingen Fertigungswerkzeuge verloren, wodurch die 48-IDA-Doppel-Vergaser längere Zeit nicht hergestellt wurden und ihr Preis explodierte. Anfang der 2000er-Jahre lief die Produktion dieser Vergaser wieder an, was sich kurz danach im Preis niederschlug. Da dieser Vergasertyp auch bei älteren amerikanischen Fahrzeugen mit V8-Motoren eingesetzt wird, lohnte es sich, neues Werkzeug zur Herstellung zu bauen. Anders ist es bei den IDA-Dreifach-Vergasern, die bei älteren Sechszylindermotoren von Porsche verwendet werden.
Aktueller Lizenznehmer der Marke Weber ist LCN, ein spanischer Automotive-Zulieferer, der als Hersteller von Stanzteilen für Weber angefangen hatte.
Die bekanntesten Weber-Vergaser waren die Doppelvergaser der Typen DCOE, IDA und DNCF. Die Entwicklung des Registervergasers geht weitestgehend auf Weber zurück; sie kamen seit den fünfziger Jahren serienmäßig in der DS und nachfolgenden größeren Citroën zum Einsatz. Weber stellte auch Einfachvergaser her, die vor allem in Fahrzeugen von VW, Opel und Ford sowie den italienischen Fahrzeugherstellern Fiat, Alfa Romeo und Lancia ab Werk eingebaut wurden.

## Kopien
Heutzutage kann man DCOE, IDF, IDA oder DGV-Vergaser von anderen Firmen, wie EMPI, FAJS oder REEDMORAL, meist zum halben Preis finden. Oft werden diese von Weber-Anwendern als Fälschungen bezeichnet. Alle Kopien werden in China hergestellt und sind 100%ige Nachbauten, d. h. alle Teile sind austauschbar. Der Betrieb kann jedoch vom Original abweichen, da die Teile ungenau gebohrt und schlecht kalibriert sind. Das macht sich vor allem im Leerlauf oder im Cruise bemerkbar. Obwohl die Innenteile gegen Originalteile aus der EU ausgetauscht werden können, beeinträchtigen die ungenau gebohrten Kanäle im Vergasergehäuse weiterhin den Betrieb. Die Produktionsqualität ist nicht konstant, sie kann von Jahr zu Jahr variieren, da die Fabrik versucht, die Qualität zu verbessern und bekannte Probleme zu beheben, leider bringen die Korrekturen manchmal neue Probleme mit sich. Die Ausgabequalität ist nicht gut genug, so dass manchmal Teile fehlen oder Teile in falscher Reihenfolge oder Richtung eingesetzt werden. Schließlich, wenn alles richtig ist, sind diese Kopien in der Lage, die gleiche Ausgangsleistung wie italienische Originale zu liefern.

## Heutiger Einsatz

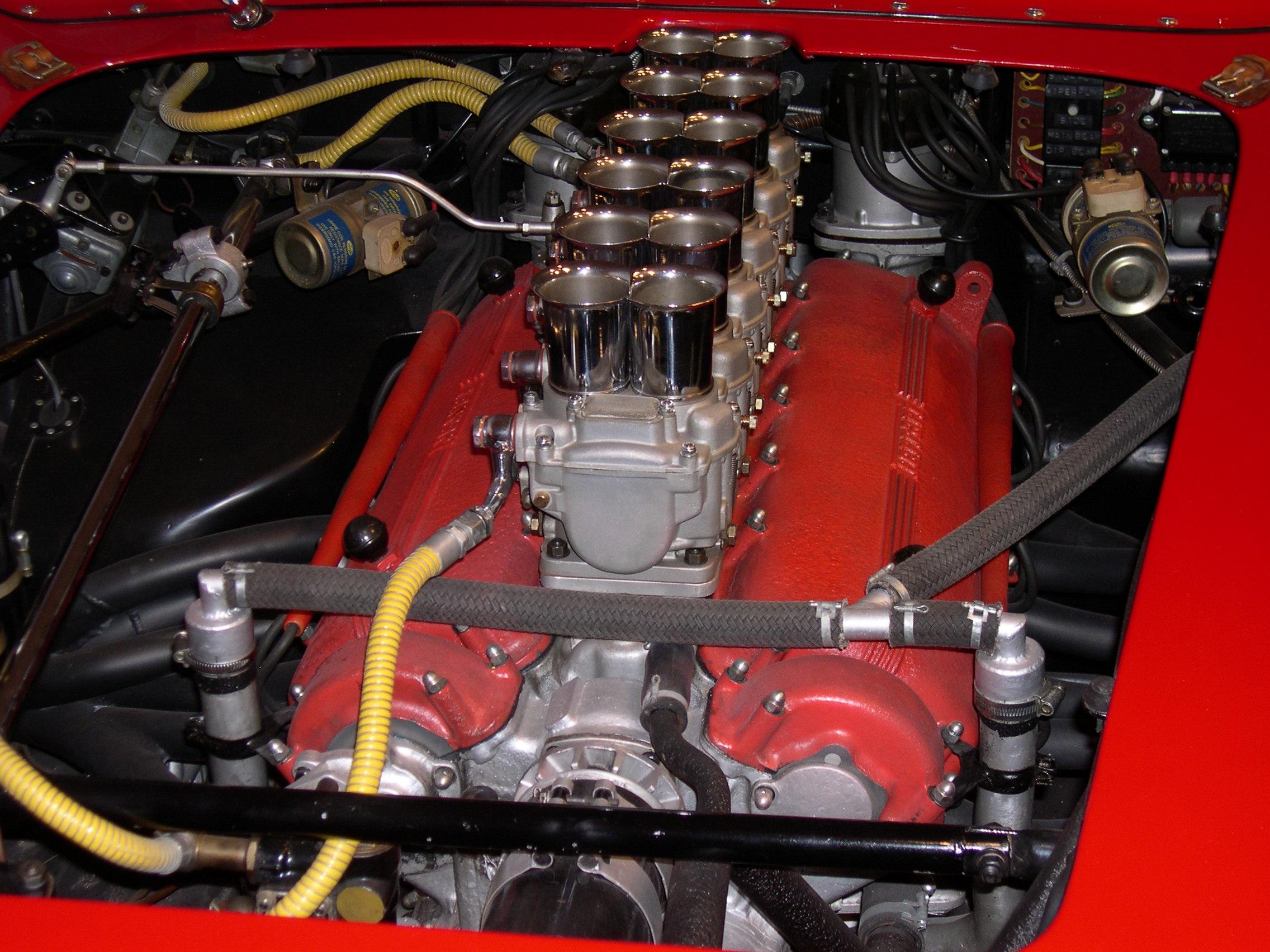
Motor eines Ferrari 250 TR 61 von 1961 mit sechs Weber-Vergasern

Heute sind Weber-Vergaser vor allem in den im Oldtimer- und Youngtimer-Motorsport eingesetzten Fahrzeugen verbreitet. Sie erfreuen sich jedoch auch großer Beliebtheit bei den Anhängern von Musclecars. Im deutschsprachigen Bereich befassen sich nur noch wenige Anbieter mit dem Vertrieb und vor allem dem Einbau und der Abstimmung von Weber-Vergasern.

## Belege
1. ↑  LCN
2. ↑   Magneti Marelli / History (Memento vom 13. März 2011 im Internet Archive)
3. ↑  Werkstatthandbuch Citroën D-Modell, Band I–IV
4. ↑  Citroën Manual CX Serie I & II
5. ↑  Weber Performance Carburettors. Abgerufen am 20. Januar 2021.
6. ↑  Genuine Weber carburetor parts. Abgerufen am 20. Januar 2021.